# Liberté nordique
Liberté nordique (finnois : Vapaa Pohjola, suédois : Nordisk frihet) est un groupe de partis de droite au sein du Conseil nordique. 

## Présentation
Le groupe nordique se compose de trois partis : le Parti des Finlandais, les Démocrates de Suède et le Parti populaire danois.
Les démocrates de Suède ont été acceptés dans le groupe après l'éclatement du Parti des Finlandais et la prise de présidence par Jussi Halla-aho du Parti des Finlandais.
Le groupe soutient la liberté, la démocratie et le principe souverainiste d'États-nations indépendants.
Le groupe est présidé par Aron Emilsson de Suède et Lulu Ranne de Finlande en est le vice-président.

## Membres
Les organisations membres de Liberté nordique sont:
| Pays     | Parti national               | Élections législatives nationales | Élections législatives nationales | Élections législatives nationales | Élections législatives nationales | Élections européennes | Élections européennes |
| Pays     | Parti national               | Sièges                            | Élection                          | Sièges                            | Élection                          | Sièges                | Élection              |
| -------- | ---------------------------- | --------------------------------- | --------------------------------- | --------------------------------- | --------------------------------- | --------------------- | --------------------- |
| Danemark | Parti populaire danois (DFP) | 16 / 175                          | 2019                              | 16 / 179                          | 2019                              | 1 / 14                | 2019                  |
| Finlande | Parti des Finlandais (PS)    | 38 / 199                          | 2019                              | 39 / 200                          | 2019                              | 2 / 13                | 2019                  |
| Suède    | Démocrates de Suède (SD)     | 62 / 349                          | 2022                              | 73 / 349                          | 2018                              | 3 / 20                | 2019                  |

Seuls les démocrates de Suède sont membres d'un parti européen (Parti des conservateurs et réformistes européens).
Au Parlement européen, le député du Parti populaire danois fait partie du groupe parlementaire Identité et démocratie, tandis que les députés des démocrates de Suède et ceux du Parti des Finlandais sont membres du groupe des Conservateurs et réformistes européens.

## Personnalités
| Nom                           | Responsabilité   | Nationalité |
| ----------------------------- | ---------------- | ----------- |
| Lars Andersson                | membre suppléant | Suède       |
| Lise Bech                     | membre suppléant | Danemark    |
| Angelika Bengtsson            | membre           | Suède       |
| Liselott Blixt                | membre           | Danemark    |
| Staffan Eklöf                 | membre           | Suède       |
| Aron Emilsson                 | puheenjohtaja    | Suède       |
| Ann-Christine From Utterstedt | membre suppléant | Suède       |
| Mette Hjermind Dencker        | membre           | Danemark    |
| Vilhelm Junnila               | membre           | Finlande    |
| Kaisa Juuso                   | membre           | Finlande    |
| Jari Koskela                  | membre suppléant | Finlande    |
| Riikka Purra                  | membre           | Finlande    |
| Lulu Ranne                    | vice-présidente  | Finlande    |
| Minna Reijonen                | membre suppléant | Finlande    |
| Peter Skaarup                 | membre suppléant | Danemark    |
| Cassandra Sundin              | membre suppléant | Suède       |
| Sebastian Tynkkynen           | membre suppléant | Finlande    |